# Gnathia wagneri
Gnathia wagneri är en kräftdjursart som beskrevs av Théodore Monod 1925. Gnathia wagneri ingår i släktet Gnathia och familjen Gnathiidae. Inga underarter finns listade i Catalogue of Life.